# Diaethria phlogea
Diaethria phlogea (Salvin & Godman, 1868) è un lepidottero appartenente alla famiglia Nymphalidae, diffuso in America Meridionale.
Originaria della Colombia, possiede un caratteristico "88" "89" o "98" disegnato sulle ali posteriori.